# Couëtron
Der Couëtron ist ein kleiner Fluss in Frankreich, der in den Regionen Centre-Val de Loire und Pays de la Loire verläuft. Er entspringt im Gemeindegebiet von La Fontenelle, entwässert generell Richtung Westsüdwest und mündet nach rund 17 Kilometern an der Gemeindegrenze von Couëtron-au-Perche und Valennes als linker Nebenfluss in die Braye. Auf seinem Weg durchquert der Couëtron das Département Loir-et-Cher und mündet an der Grenze zum Département Sarthe.

## Orte am Fluss
(Reihenfolge in Fließrichtung)
- Les Bercinières, Gemeinde La Fontenelle
- Arville, Gemeinde Couëtron-au-Perche
- Oigny, Gemeinde Couëtron-au-Perche
- Le Patouillard, Gemeinde Couëtron-au-Perche
- Taillefer, Gemeinde Couëtron-au-Perche